# Parque nacional Costa Burrum

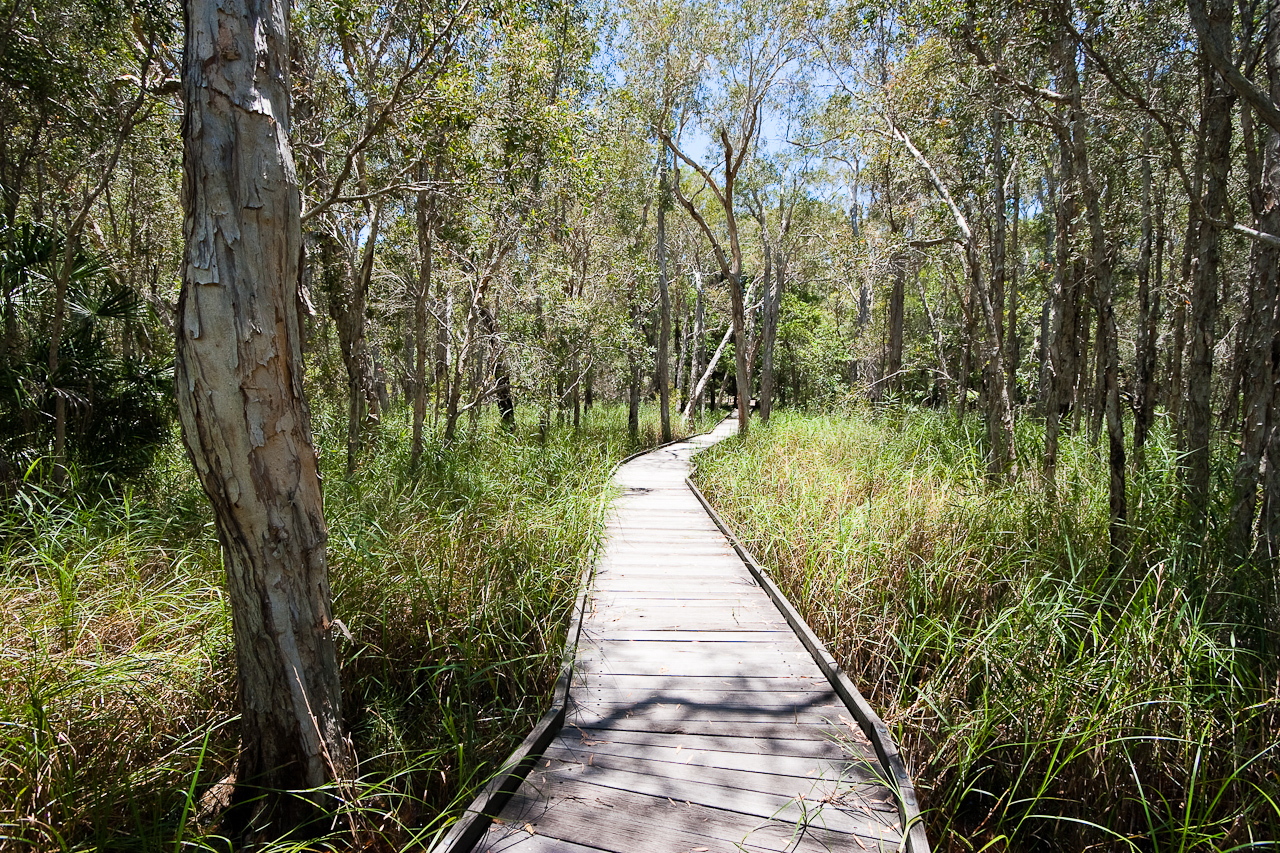
El paseo marítimo (Boardwalk), Parque Nacional de la Costa de Woodgate Burrum.

Costa Burrum es un parque nacional en Queensland (Australia), ubicado a 281 km al norte de Brisbane.

## Datos
- Área: 225 km²
- Coordenadas: 24°59′57″S 152°28′03″E / -24.99917, 152.46750
- Fecha de Creación: 1995
- Administración: Servicio para la Vida Salvaje de Queensland
- Categoría IUCN: II

Véase también:
- Zonas protegidas de Queensland